# Hilda (album)
Hilda è il quarto album in studio della cantante australiana Jessica Mauboy, pubblicato nel 2019.

## Tracce
1. Blessing – 3:09
2. Come Runnin' – 3:19
3. Selfish – 3:26
4. Jealous – 3:28
5. Better – 3:27
6. Little Things – 3:09
7. Get Back Up – 3:37
8. Sunday – 3:05
9. Tough Love – 2:40
10. Who We're Meant to Be – 4:05
11. Butterfly – 3:32
12. Never Ever – 3:26
13. Just like You – 3:25
14. Wish You Well – 3:05